# 音乐战机
《音乐战机》是由Invisible Handlebar开发的益智音乐游戏。游戏中的飞行轨道在视觉上模仿了玩家选择的音乐，而玩家在轨道收集与音乐同步出现的彩色块。该游戏于2008年2月15日在Steam上发布，几天后获得了2008年独立游戏节最佳音效奖，佩德罗·卡马乔创作了配乐并担任音效总监。《音乐战机》是第一款使用Valve的Steamworks技术的第三方游戏。

## 游戏元素
游戏中，玩家控制一辆悬浮载具。玩家在一条彩色轨道上操纵它，收集色块。游戏中使用的音乐可以由玩家自己定制，包括几乎所有无数字版权管理的格式，以及标准红皮书CD。另外还可使用橙盒中下载的音轨。
游戏的目标是通过收集彩色色块并累积3个或更多相同颜色的色块来得分。同一色块群中积累的块越多，得分就越多。在游戏的默认颜色设置中，以红色和黄色等热色出现的方块价值更高，而蓝色和洋红色等冷色则价值更低。玩家还可以根据他们取得的成就在每条赛道结束时获得奖励积分。这些包括在网格中没有剩余块的情况下完成歌曲或收集某种颜色的所有块。每个难度级别的每条赛道都有三枚奖牌：铜牌、银牌和金牌。这些是在达到他们所需的总点数时授予的。游戏中还有其他游戏模式，游戏目标会发生变化。每首歌有三个不同的高分榜，分别为休闲、职业和精英角色。

## 开发

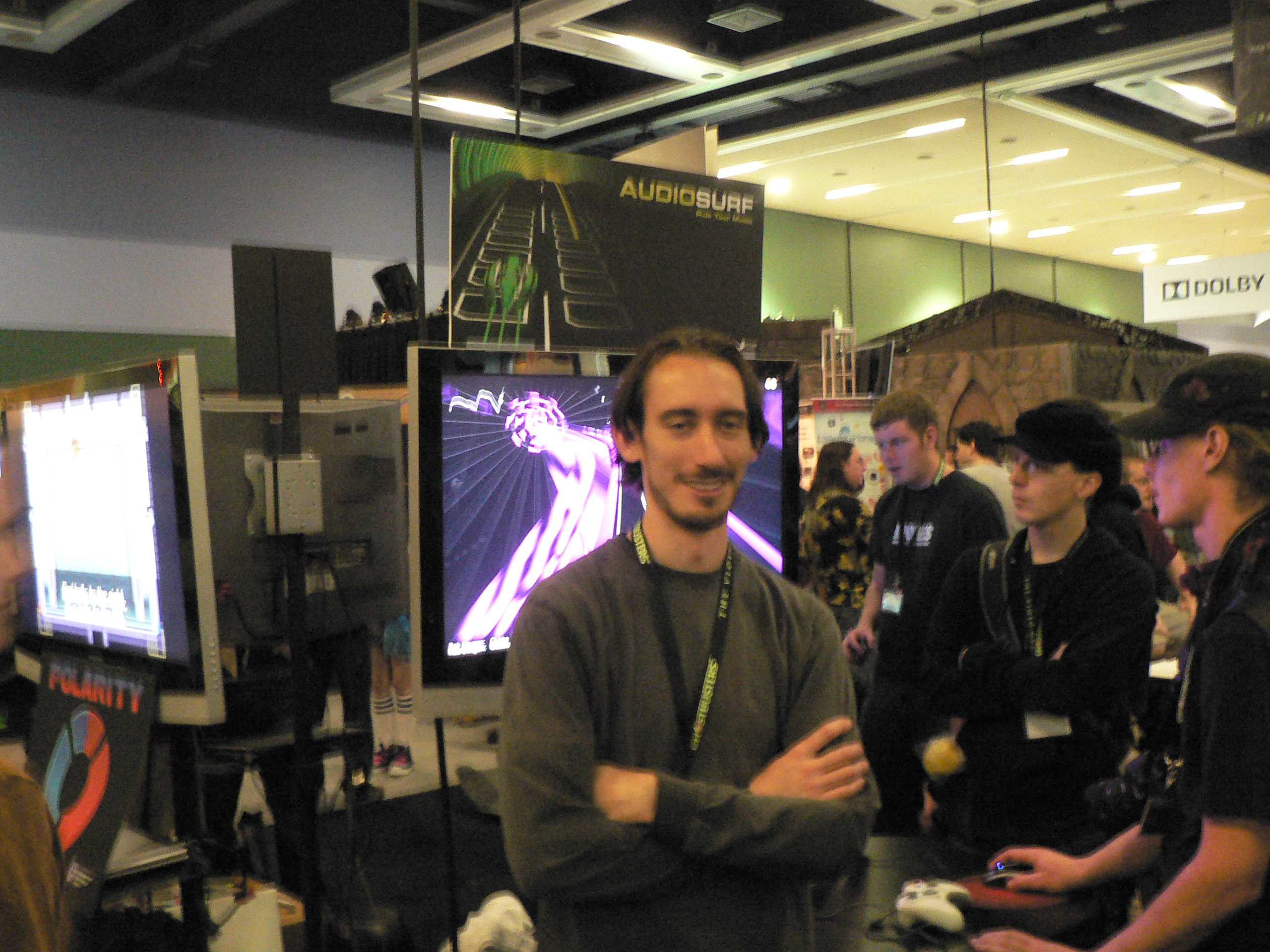
游戏的开发者Dylan Fitterer

游戏主要是由Dylan Fitterer制作的，他独自完成了大部分项目，仅在接近完成时才得到了其他人的帮助。Flitterer想要创作一款将游戏玩法与音乐可视化器相融合的游戏。他受到《Rez》的很大影响。Flitterer还引入了Wildtangent的音乐可视化工具，这让他产生了将3D空间与音乐结合的想法。

## 评价
《音乐战机》受到了大多数评论家的好评。在Metacritic上，该游戏平均得分为85分（满分100分）。1UP.com给予《音乐战机》“A”评级，理由是极具重玩价值。IGN给该作打了8.6分（满分10分），并表示《音乐战机》是“雅俗共赏的游戏之一”。Eurogamer的评价稍低，给这款游戏打了7分（满分10分），批评其粗糙的画质，但仍然相信这款游戏有足够的潜力“一上手就让人着迷”。